# Kinmoza!
Kinmoza! (きんいろモザイク?, Kin'iro Mozaiku, lett. "Il mosaico dorato") è un manga scritto e disegnato da Yui Hara, pubblicato sulla rivista Manga Time Kirara Max di Hōbunsha da giugno 2010. In America del Nord viene pubblicato da Yen Press. Un adattamento televisivo anime dello Studio Gokumi è andato in onda in Giappone tra luglio e settembre 2013, con una seconda stagione trasmessa tra aprile e giugno 2015. Un OAV è stato pubblicato nel marzo 2017.

## Trama
Shinobu Omiya è una ragazza del liceo giapponese che, cinque anni fa, è andata in Inghilterra per uno scambio culturale dove ha conosciuto una ragazza di nome Alice Cartelet. Un giorno, Shinobu riceve una lettera da Alice che dice che verrà in Giappone per vivere con lei. Alice si unisce subito a Shinobu e alle sue amiche Aya Komichi e Yoko Inokuma nella sua scuola. Viene presto seguita dall'amica di Alice, l'inglese Karen Kujo.

## Personaggi
Shinobu Omiya (大宮 忍?, Ōmiya Shinobu)
Una ragazza elegante e ottimista del liceo, soprannominata Shino dai suoi amici, che in precedenza rimase a casa di Alice in Inghilterra. Sogna di diventare interprete, ma generalmente ha voti negativi in inglese, tra le altre materie. Ama la cultura occidentale, in particolare i capelli biondi. Come testa vuota, spesso interpreta erroneamente le avances di Alice verso di lei, ma mostra che adora Alice più delle ragazze con i capelli biondi in momenti importanti.
Alice Cartelet (アリス・カータレット?, Arisu Kātaretto)
Una ragazza dall'Inghilterra che si trasferisce nella scuola di Shinobu e vive a casa sua. Ama la cultura giapponese ma ha un complesso riguardo alla sua bassa statura. Alice ama Shinobu, fino all'ossessione, e tende a diventare gelosa se mostra interesse per gli altri, o se gli altri mostrano interesse per lei.
Aya Komichi (小路 綾?, Komichi Aya)
Compagna di classe di Shinobu. Spesso interpreta erroneamente le situazioni tra lei e Yoko, rispondendo indignata e arrossendo, soprattutto per non essere in grado di ammettere il suo amore per Yoko. È una studentessa intelligente, ma ha l'abitudine di dimenticare le cose e generalmente preferisce le attività al chiuso.
Yoko Inokuma (猪熊 陽子?, Inokuma Yōko)
Compagna di classe e amica d'infanzia di Shinobu fin dalle elementari. Allegra, fanciullesca e molto energica, sembra ignorare il sentimento di Aya nei suoi confronti, ma se dovesse scegliere, sceglierebbe Aya prima di chiunque altro. Ha due fratelli più piccoli: un fratello e una sorella.
Karen Kujo (九条 カレン?, Kujō Karen)
Una ragazza semi-britannica e metà giapponese che proviene da una famiglia ricca e che era l'amica di Alice in Inghilterra. Anche lei viene in Giappone e si iscrive alla scuola di Shinobu. È molto energica, amante del divertimento e spensierata, non si preoccupa nemmeno dei suoi voti o della sua ingrassabilità. Indossa spesso una giacca parka Union Jack sulla divisa scolastica e generalmente parla in giapponese spezzato.
Isami Omiya (大宮 勇?, Ōmiya Isami)
La sorella maggiore di Shinobu che è una modella. È spesso preoccupata per Shinobu, per il fatto che è molto distratta, ma riesce a gestirla molto bene.
Sakura Karasuma (烏丸 さくら?, Karasuma Sakura)
È l'insegnante di inglese di Shinobu, che viene spesso vista indossare tuta. È gentile ma anche distratta. Alice la vede come una rivale per gli affetti di Shino. Ha due fratelli maggiori. È una sorta di lolicon per Alice, ma trascorre la maggior parte del tempo con Kuzehashi.
Akari Kuzehashi (久世橋 朱里?, Kuzehashi Akari)
Un insegnante di economia domestica che appare dopo un anno è passato nella storia ed è l'insegnante di classe della classe 2-A. Le piacciono le cose carine e vuole andare d'accordo con i suoi studenti, ma finisce sempre per intimidirli. Originariamente era in coppia con Karen, ma sembra avvicinarsi a Karasuma negli ultimi capitoli.
Honoka Matsubara (松原 穂乃花?, Matsubara Honoka)
Compagna di classe di Karen, membro del club di tennis, viene spesso vista portare degli snack fatti in casa a Karen. Proprio come Shinobu, anche lei ha un fascino per i capelli biondi e vede Alice e Karen come delle principesse. La sua famiglia possiede un ristorante. A causa dei suoi capelli biondi feticisti, sviluppa una grande cotta per Karen.
Kota Inokuma (猪熊 空太?, Inokuma Kōta) Mitsuki Inokuma (猪熊 美月?, Inokuma Mitsuki)
Il fratello minore e la sorella minore di Yoko, gemelli. Sono spesso noti bugiardi, inventano racconti strani e generalmente parlano in monotono. Aiutano anche Aya ad essere più onesta con Yoko.